# Tonia Carrero
Tônia Carrero, nome d'arte di Maria Antonieta Portocarrero Thedim (Rio de Janeiro, 23 agosto 1922 – Rio de Janeiro, 3 marzo 2018), è stata un'attrice brasiliana di teatro, cinema e TV.
Sposata per alcuni anni con Adolfo Celi, divenne una delle attrici brasiliane più famose in ambito televisivo, cinematografico e teatrale.  Fu artisticamente attiva fino al 2008.

## Biografia
Figlia di un militare, Tônia Carrero si sposò appena diciannovenne con l'artista Carlos Artur Thiré, ma l'unione non durò molto. Subito dopo la fine della seconda guerra mondiale soggiornò qualche tempo a Parigi, per seguirvi corsi di recitazione. Tornata in patria nel 1947, debuttò come attrice cinematografica in un film di Alberto Pieralisi. Poco dopo conobbe Adolfo Celi (appena stabilitosi in Brasile), con il quale contrasse matrimonio ed un legame artistico.
I due contribuirono alla rinascita delle attività teatrali brasiliane, fondando insieme a Paulo Autran una compagnia con la quale rappresentarono autori classici e contemporanei. Parallelamente alla carriera teatrale, Tonia proseguì i suoi impegni sul grande schermo: fu diretta dal marito in Tico-Tico no Fubá (1952), biografia romanzata di Zequinha de Abreu, compositore dell'omonima canzone. Lavorò pure in Italia nel film Copacabana Palace (1963), sotto la regia di Steno.
Nei primi anni sessanta fu un'apprezzata conduttrice televisiva, presentando tra l'altro su TV Rio il programma No mundo de Tônia, dedicato a musica, danza e poesia. In seguito si distinse per la sua forte opposizione al regime militare.
Dopo aver divorziato da Celi, Tônia Carrero apparve anche in diverse telenovelas, nelle quali sostenne quasi sempre ruoli da cattiva: tra le pochissime eccezioni, il personaggio di Stella Fraga Simpson, l'eccentrica e generosa miliardaria di Agua Viva.
Nel 2006 apparve nel documentario Adolfo Celi, un uomo per due culture, diretto da Leonardo Celi.
Durante la sua carriera le furono assegnato vari premi e riconoscimenti, tra cui l'Ordem do Mérito Cultural.
Tônia Carrero morì novantacinquenne in un ospedale di Rio de Janeiro, dove si trovava ricoverata per un intervento chirurgico; da alcuni anni era totalmente invalida a causa di un idrocefalo.

## Vita privata
Tonia Carrero ebbe un solo figlio, nato dal primo matrimonio, l'attore e regista Cecil Thiré. Fu sposata tre volte: l'ultimo suo marito fu l'ingegnere Cesar Thedim, ma anche questo matrimonio finì col divorzio. Ebbe poi alcune relazioni, tutte di breve durata. Era nonna degli attori Miguel Thiré, Luísa Thiré e Carlos Thiré. Visse gran parte della sua vita a Rio de Janeiro.

## Filmografia

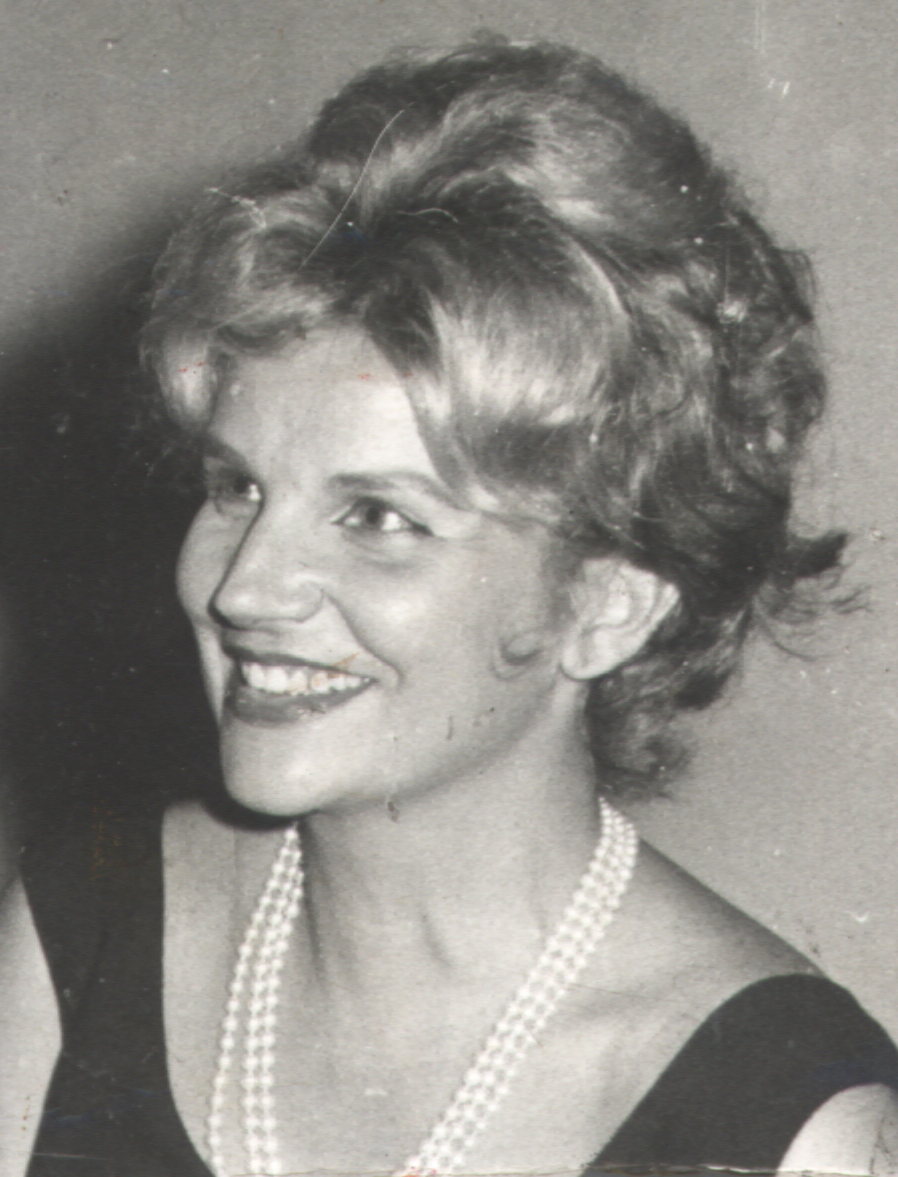
Tonia Carrero nel 1966.

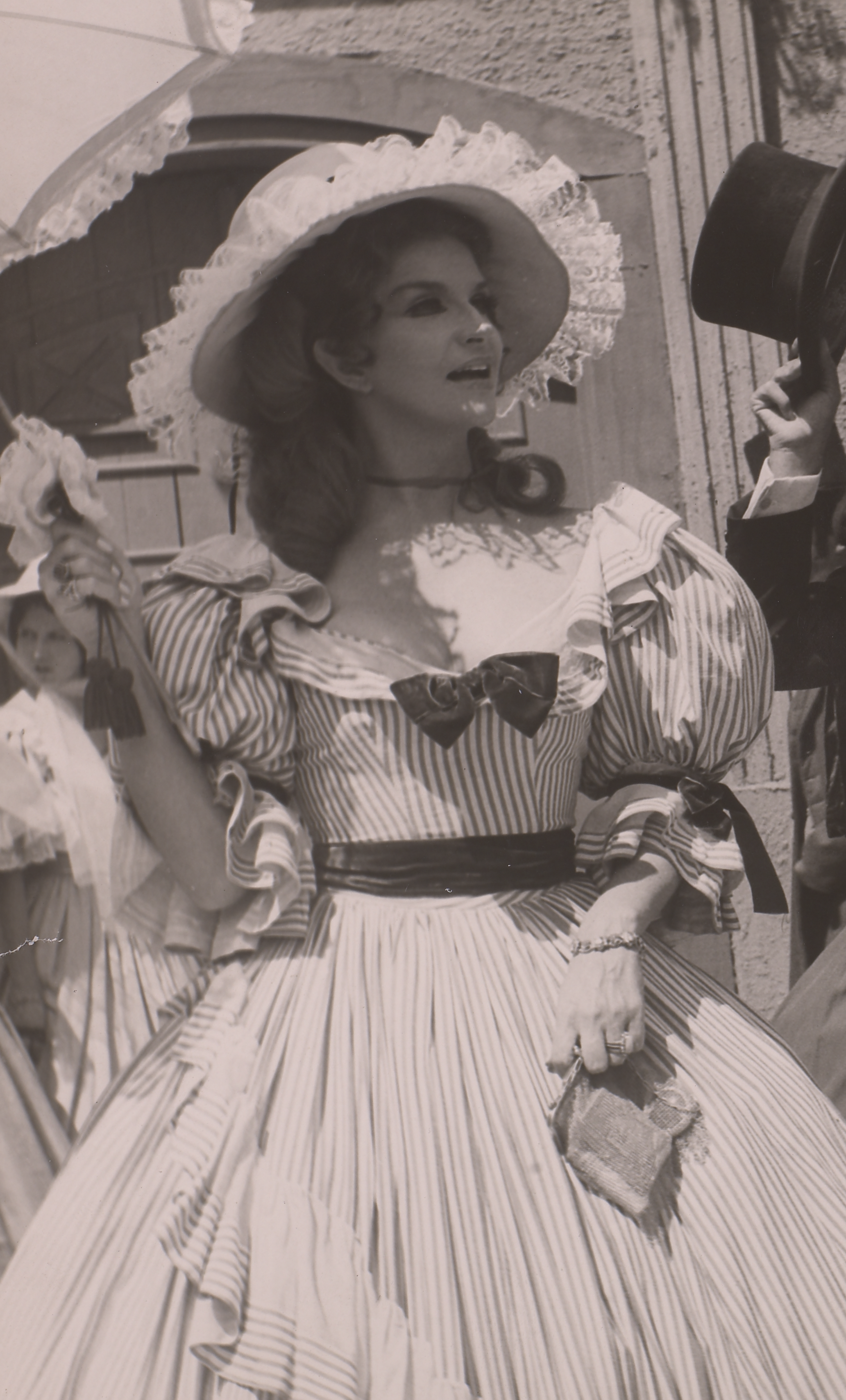
Tônia Carrero intorno al 1970.

### Cinema
- Querida Susana, regia di Alberto Pieralisi (1947)
- Caminhos do Sul, regia di Fernando de Barros (1949)
- Quando a Noite Acaba, regia di Fernando de Barros (1950)
- Tico-Tico no Fubá, regia di Adolfo Celi (1952)
- Apassionata, regia di Fernando de Barros (1952)
- É Proibido Beijar, regia di Ugo Lombardi (1954)
- Rivolta all'isola dell'inferno (Mãos Sangrentas), regia di Carlos Hugo Christensen (1955)
- Alias Gardelito, regia di Lautaro Murúa (1961)
- Esse Rio que Eu Amo, episodio Noite de Almirante, regia di Carlos Hugo Christensen (1962)
- Sócio de Alcova, regia di George Cahan (1962)
- Copacabana Palace, regia di Steno (1962)
- Tempo de Violência, regia di Hugo Kusnet (1969)
- Gordos e Magros, regia di Mário Carneiro (1976)
- Sonhos de Menina Moça, regia di Tereza Trautman (1988)
- Fábula de la Bella Palomera, regia di Ruy Guerra (1988)
- Fogo e Paixão, regia di Márcio Kogan e Isay Weinfeld (1988)
- O Gato de Botas Extraterrestre, regia di Wilson Rodrigues (1990)
- Chega de Saudade, regia di Laís Bodanzky (2007)

### Televisione
- Sangue do Meu Sangue – serie TV (1969)
- Pigmalião 70 – serie TV, 1 episodio (1970)
- A Próxima Atração – serie TV, 1 episodio (1970)
- O Cafona – telenovela TV (1971)
- Meus Filhos – film TV (1971)
- O Primeiro Amor – serie TV, 1 episodio (1972)
- Uma Rosa com Amor – serie TV, 1 episodio (1972)
- Vestido de Noiva – film TV (1979)
- Cara a cara (1979) – telenovela TV (1979)
- Agua Viva (Água Viva) – telenovela TV (1980)
- O Amor é Nosso – serie TV (1981)
- Sába dá bádu – serie TV, 1 episodio (1981)
- Vite rubate (Louco amor) – telenovela TV, 1 episodio (1983)
- Sassaricando – serie TV (1987)
- Kananga do Japão – serie TV (1989)
- Cupido Electrónico – serie TV, 26 episodi (1993)
- Sangue do meu sangue – serie TV (1995)
- Esplendor – serie TV (2000)
- Você Decide – serie TV, 2 episodi (1998-2000)
- Senhora do Destino – serie TV, 2 episodi (2004)
- Sob Nova Direção – serie TV, 1 episodio (2005)